# Río Final
La localidad de Río Final está situado en el Municipio de Emiliano Zapata (en el Estado de Tabasco). 

## Población
Tiene 221 habitantes. 

## Altitud
Río Final está a 50 m s. n. m.

## Colegios y Escuelas
CENTRO RURAL INFANTIL 
CORL. GREGORIO MENDEZ
biblioteca publica
patron de la localidad sr. de tila